# Liste der denkmalgeschützten Objekte in Bardejov
Die Liste der denkmalgeschützten Objekte in Bardejov enthält die 179 nach slowakischen Denkmalschutzvorschriften geschützten Objekte in der Gemeinde Bardejov im Okres Bardejov.

## Denkmäler
| Foto |                 | Denkmal / č. ÚZPF                                               | Standort / Konskr. Nr.                                          | Offizielle Beschreibung                            | Beschreibung                                                                                      | Metadaten                                                                  |
| ---- | --------------- | --------------------------------------------------------------- | --------------------------------------------------------------- | -------------------------------------------------- | ------------------------------------------------------------------------------------------------- | -------------------------------------------------------------------------- |
| ja   | Datei hochladen | Denkmal(sk) ObjektID: 701-1275/0                                | Standort KG: Bardejov Konskr.Nr.:                               | padlí v I.sv.v.                                    | für die Opfer des WK I                                                                            | č. NKP: 701-1275/0 Stand des NKP: 2012-02-08 Name: POMNÍK                  |
| ja   | Datei hochladen | Stadtmauer(sk) ObjektID: 701-1665/1                             | KG: Bardejov Konskr.Nr.:                                        |                                                    |                                                                                                   | č. NKP: 701-1665/1 Stand des NKP: 2012-02-08 Name: MÚR HRADBOVÝ            |
| ja   | Datei hochladen | Bastion(sk) ObjektID: 701-1665/17                               | KG: Bardejov Konskr.Nr.:                                        |                                                    |                                                                                                   | č. NKP: 701-1665/17 Stand des NKP: 2012-02-08 Name: BAŠTA                  |
| ja   | Datei hochladen | Bastion(sk) ObjektID: 701-1665/18                               | Standort KG: Bardejov Konskr.Nr.:                               |                                                    | große Bastion                                                                                     | č. NKP: 701-1665/18 Stand des NKP: 2012-02-08 Name: BAŠTA                  |
| BW   | Datei hochladen | Mauer(sk) ObjektID: 701-1665/19                                 | Standort KG: Bardejov Konskr.Nr.:                               | parkanová hradba                                   | Bollwerk Parkanova                                                                                | č. NKP: 701-1665/19 Stand des NKP: 2012-02-08 Name: MÚR PARKANOVÝ          |
| ja   | Datei hochladen | Graben(sk) ObjektID: 701-1665/20                                | Standort KG: Bardejov Konskr.Nr.:                               | Priekopa mestských hradieb                         | Graben der Stadtmauer                                                                             | č. NKP: 701-1665/20 Stand des NKP: 2012-02-08 Name: PRIEKOPA               |
| ja   | Datei hochladen | Plastik(sk) ObjektID: 701-1800/0                                | Standort KG: Bardejov Konskr.Nr.:                               | cisárovná Alžbeta; Cisárovná Alžbeta               | Plastik der Kaiserin Sissy anlässlich eines Besuches in Bardejov                                  | č. NKP: 701-1800/0 Stand des NKP: 2012-02-08 Name: PLASTIKA                |
|      | Datei hochladen | Denkmal(sk) ObjektID: 701-4152/0                                | KG: Bardejov Konskr.Nr.:                                        | mikulovský pluk; delo                              | für das Regiment Mikulov, Kanone                                                                  | č. NKP: 701-4152/0 Stand des NKP: 2012-02-08 Name: POMNÍK                  |
|      | Datei hochladen | Grabsteinumrandung(sk) ObjektID: 701-4426/0                     | KG: Bardejov Konskr.Nr.:                                        | liatina                                            | Gusseisen                                                                                         | č. NKP: 701-4426/0 Stand des NKP: 2012-02-08 Name: NÁHROBNÍKY-SÚBOR        |
|      | Datei hochladen | Villa(sk) ObjektID: 701-1809/0                                  | KG: Bardejov Konskr.Nr.: 2034                                   | Vila Karpatia                                      | Villa Karpatia                                                                                    | č. NKP: 701-1809/0 Stand des NKP: 2012-02-08 Name: VILA                    |
| BW   | Datei hochladen | Badehaus(sk) ObjektID: 701-1804/0                               | Standort KG: Bardejov Konskr.Nr.: 1992                          | Kúpeľný dom Tehy dvor                              | Haus Hof Tehy                                                                                     | č. NKP: 701-1804/0 Stand des NKP: 2012-02-08 Name: DOM KÚPEĽNÝ             |
| ja   | Datei hochladen | Badehaus(sk) ObjektID: 701-1801/0                               | Standort KG: Bardejov Konskr.Nr.: 1994                          | Kúpeľný dom Branisko                               | Haus Branisko, jetzt wieder Hotel Astoria                                                         | č. NKP: 701-1801/0 Stand des NKP: 2012-02-08 Name: DOM KÚPEĽNÝ             |
| ja   | Datei hochladen | Badehaus(sk) ObjektID: 701-1803/0                               | Standort KG: Bardejov Konskr.Nr.: 2000                          | Kúpeľný dom Alžbeta                                | Haus Elisabeth                                                                                    | č. NKP: 701-1803/0 Stand des NKP: 2012-02-08 Name: DOM KÚPEĽNÝ             |
| BW   | Datei hochladen | Villa(sk) ObjektID: 701-1806/0                                  | Standort KG: Bardejov Konskr.Nr.: 2022                          | solitér; Miss Doleschall-Blanka,dvojvil            | Fräulein Doleschall-Blanka                                                                        | č. NKP: 701-1806/0 Stand des NKP: 2012-02-08 Name: VILA                    |
| ja   | Datei hochladen | Villa(sk) ObjektID: 701-1807/0                                  | Standort KG: Bardejov Konskr.Nr.: 2029                          | Vila Augustineum                                   | Villa Augustineum                                                                                 | č. NKP: 701-1807/0 Stand des NKP: 2012-02-08 Name: VILA                    |
| ja   | Datei hochladen | Villa(sk) ObjektID: 701-1805/0                                  | KG: Bardejov Konskr.Nr.: 2032                                   | Vila Rákóczi                                       | Villa Rákóczi                                                                                     | č. NKP: 701-1805/0 Stand des NKP: 2012-02-08 Name: VILA                    |
|      | Datei hochladen | Villa(sk) ObjektID: 701-1810/0                                  | KG: Bardejov Konskr.Nr.: 2038,3220                              | Vila Zelem                                         | Villa Zelem                                                                                       | č. NKP: 701-1810/0 Stand des NKP: 2012-02-08 Name: VILA                    |
|      | Datei hochladen | Villa(sk) ObjektID: 701-1808/0                                  | KG: Bardejov Konskr.Nr.: 2039                                   | Vila Ladislav,Klub pacientov                       | Villa Ladislav, Patientenverein                                                                   | č. NKP: 701-1808/0 Stand des NKP: 2012-02-08 Name: VILA                    |
|      | Datei hochladen | Villa(sk) ObjektID: 701-1811/0                                  | KG: Bardejov Konskr.Nr.: 2042                                   | Vila Jana                                          | Villa Jana                                                                                        | č. NKP: 701-1811/0 Stand des NKP: 2012-02-08 Name: VILA                    |
|      | Datei hochladen | Villa(sk) ObjektID: 701-1812/0                                  | KG: Bardejov Konskr.Nr.: 2043                                   | Vila Légia,Telocvičňa                              | Villa Legion, Turnhalle                                                                           | č. NKP: 701-1812/0 Stand des NKP: 2012-02-08 Name: VILA                    |
| ja   | Datei hochladen | Villa(sk) ObjektID: 701-1813/0                                  | Standort KG: Bardejov Konskr.Nr.: 2043                          | Vila Lehner,František                              | Villa Lehner                                                                                      | č. NKP: 701-1813/0 Stand des NKP: 2012-02-08 Name: VILA                    |
|      | Datei hochladen | Villa(sk) ObjektID: 701-1814/0                                  | KG: Bardejov Konskr.Nr.: 2043                                   | Vila Blumenfeld,Prameň                             | Villa Blumenfeld, Quelle                                                                          | č. NKP: 701-1814/0 Stand des NKP: 2012-02-08 Name: VILA                    |
| ja   | Datei hochladen | Kirche(sk) ObjektID: 701-1796/1                                 | Standort KG: Bardejov Konskr.Nr.: 281                           | r.k.sv.Kríža; Kalvársky kostol                     | römisch-katholische Heiligkreuzkirche, Kalvarienbergkirche                                        | č. NKP: 701-1796/1 Stand des NKP: 2012-02-08 Name: KOSTOL                  |
| BW   | Datei hochladen | Kreuzwegkapelle(sk) ObjektID: 701-1796/2                        | Standort KG: Bardejov Konskr.Nr.: 2906                          | 1.zastavenie; Kristus pred Pilátom                 | 1. Station; Christus vor Pilatus                                                                  | č. NKP: 701-1796/2 Stand des NKP: 2012-02-08 Name: KAPLNKA KRÍŽOVEJ CESTY  |
|      | Datei hochladen | Kreuzwegkapelle(sk) ObjektID: 701-1796/3                        | KG: Bardejov Konskr.Nr.: 2907                                   | 2.zastavenie; Posledná večera                      | 2. Station; Das Letzte Abendmahl                                                                  | č. NKP: 701-1796/3 Stand des NKP: 2012-02-08 Name: KAPLNKA KRÍŽOVEJ CESTY  |
|      | Datei hochladen | Kreuzwegkapelle(sk) ObjektID: 701-1796/4                        | KG: Bardejov Konskr.Nr.: 2908                                   | 3.zastavenie; Kristus a Veronika                   | 3. Station; Christus und Veronika                                                                 | č. NKP: 701-1796/4 Stand des NKP: 2012-02-08 Name: KAPLNKA KRÍŽOVEJ CESTY  |
|      | Datei hochladen | Kreuzwegkapelle(sk) ObjektID: 701-1796/5                        | KG: Bardejov Konskr.Nr.: 2909                                   | 4.zastavenie; Kristus na hore Olivovej             | 4. Station; Christus am Ölberg                                                                    | č. NKP: 701-1796/5 Stand des NKP: 2012-02-08 Name: KAPLNKA KRÍŽOVEJ CESTY  |
|      | Datei hochladen | Kreuzwegkapelle(sk) ObjektID: 701-1796/6                        | KG: Bardejov Konskr.Nr.: 2910                                   | 5.zastavenie; Stretnutie Krista s P.M.             | 5. Station; Begegnung Christi mit Maria                                                           | č. NKP: 701-1796/6 Stand des NKP: 2012-02-08 Name: KAPLNKA KRÍŽOVEJ CESTY  |
|      | Datei hochladen | Kreuzwegkapelle(sk) ObjektID: 701-1796/7                        | KG: Bardejov Konskr.Nr.: 2911                                   | 6.zastavenie; Pilát odsudzuje Krista               | 6. Station; Pilatus verurteilt Christus                                                           | č. NKP: 701-1796/7 Stand des NKP: 2012-02-08 Name: KAPLNKA KRÍŽOVEJ CESTY  |
|      | Datei hochladen | Kreuzwegkapelle(sk) ObjektID: 701-1796/8                        | KG: Bardejov Konskr.Nr.: 2912                                   | 7.a 8.zastavenie; 2.pád pod kríž.a plačúce ženy    | 7. und 8. Station; 2. Sturz unterm Kreuz und die weinenden Frauen                                 | č. NKP: 701-1796/8 Stand des NKP: 2012-02-08 Name: KAPLNKA KRÍŽOVEJ CESTY  |
|      | Datei hochladen | Kreuzwegkapelle(sk) ObjektID: 701-1796/9                        | KG: Bardejov Konskr.Nr.: 2914                                   | 9.zastavenie; 3.pád Krista pod krížom              | 9. Station; Jesus fällt zum 3. Mal unter dem Kreuz                                                | č. NKP: 701-1796/9 Stand des NKP: 2012-02-08 Name: KAPLNKA KRÍŽOVEJ CESTY  |
|      | Datei hochladen | Kreuzwegkapelle(sk) ObjektID: 701-1796/10                       | KG: Bardejov Konskr.Nr.: 2915                                   | 10.zastavenie; Vyzliekanie Krista                  | 10 Station; Jesus wird seiner Kleider beraubt                                                     | č. NKP: 701-1796/10 Stand des NKP: 2012-02-08 Name: KAPLNKA KRÍŽOVEJ CESTY |
|      | Datei hochladen | Kreuzwegkapelle(sk) ObjektID: 701-1796/11                       | KG: Bardejov Konskr.Nr.: 2916                                   | 11.zastavenie; Pribíjanie Krista na kríž           | 11. Station; Jesus wird ans Kreuz geschlagen                                                      | č. NKP: 701-1796/11 Stand des NKP: 2012-02-08 Name: KAPLNKA KRÍŽOVEJ CESTY |
|      | Datei hochladen | Kreuzwegkapelle(sk) ObjektID: 701-1796/12                       | KG: Bardejov Konskr.Nr.: 2917                                   | 12.zastavenie; Ukrižovanie Krista                  | 12. Station; Jesus stirbt am Kreuz                                                                | č. NKP: 701-1796/12 Stand des NKP: 2012-02-08 Name: KAPLNKA KRÍŽOVEJ CESTY |
|      | Datei hochladen | Kreuzwegkapelle(sk) ObjektID: 701-1796/13                       | KG: Bardejov Konskr.Nr.: 2918                                   | 13.zastavenie; Snímanie Krista z kríža             | 13. Station; Jesus wird vom Kreuz genommen                                                        | č. NKP: 701-1796/13 Stand des NKP: 2012-02-08 Name: KAPLNKA KRÍŽOVEJ CESTY |
|      | Datei hochladen | Kreuzwegkapelle(sk) ObjektID: 701-1796/14                       | KG: Bardejov Konskr.Nr.: 2919                                   | 14.zastavenie; Ukladanie Krista do hrobu           | 14. Station; Der Leichnam Jesu wird ins Grab gelegt                                               | č. NKP: 701-1796/14 Stand des NKP: 2012-02-08 Name: KAPLNKA KRÍŽOVEJ CESTY |
|      | Datei hochladen | Kapelle(sk) ObjektID: 701-1796/15                               | KG: Bardejov Konskr.Nr.: 2920                                   | r.k.sv.Márie Magdalény                             | römisch-katholische Kapelle St. Maria Magdalena                                                   | č. NKP: 701-1796/15 Stand des NKP: 2012-02-08 Name: KAPLNKA                |
| ja   | Datei hochladen | Kirche(sk) ObjektID: 701-1799/0                                 | Standort KG: Bardejov Konskr.Nr.: 2044                          | r.k.sv.Kríža                                       | römisch-katholische Heiligkreuzkirche                                                             | č. NKP: 701-1799/0 Stand des NKP: 2012-02-08 Name: KOSTOL                  |
|      | Datei hochladen | Brücke und Kapelle(sk) ObjektID: 701-11126/0                    | Bardejovská Zábava ul. 0 KG: Bardejov Konskr.Nr.:               | kamenný; Most s kap.sv.Jána Nepomuckého            | Brücke und Kapelle St. Johannes Nepomuk                                                           | č. NKP: 701-11126/0 Stand des NKP: 2012-02-08 Name: MOST S KAPLNKOU        |
| ja   | Datei hochladen | Hotel(sk) ObjektID: 701-11670/0                                 | Bardejovské kúpele 38 KG: Bardejov Konskr.Nr.: 2001             | hotel Dukla,hotel Széchenyi                        | Hotel Dukla, Hotel Széchenyi                                                                      | č. NKP: 701-11670/0 Stand des NKP: 2012-02-08 Name: HOTEL                  |
|      | Datei hochladen | Villa(sk) ObjektID: 701-11686/0                                 | Bardejovské kúpele 75 KG: Bardejov Konskr.Nr.: 2046             | solitér; Vila Orol,liečebný dom Orlík              | Villa Orol, Medizinhaus Orlík                                                                     | č. NKP: 701-11686/0 Stand des NKP: 2012-02-08 Name: VILA                   |
| ja   | Datei hochladen | Bastion(sk) ObjektID: 701-1665/6                                | Baštová ul. 0 Standort KG: Bardejov Konskr.Nr.:                 | Školská bašta                                      | Schulbastion                                                                                      | č. NKP: 701-1665/6 Stand des NKP: 2012-02-08 Name: BAŠTA                   |
|      | Datei hochladen | Bürgerhaus(sk) ObjektID: 701-1725/0                             | Baštová ul. 1 KG: Bardejov Konskr.Nr.:                          | radový                                             | Reihenhaus                                                                                        | č. NKP: 701-1725/0 Stand des NKP: 2012-02-08 Name: DOM MEŠTIANSKY          |
| ja   | Datei hochladen | Kirche(sk) ObjektID: 701-1788/0                                 | Dlhý rad 67 Standort KG: Bardejov Konskr.Nr.:                   | ev.a.v.                                            | evangelische Kirche                                                                               | č. NKP: 701-1788/0 Stand des NKP: 2012-02-08 Name: KOSTOL                  |
| BW   | Datei hochladen | Bastion(sk) ObjektID: 701-1665/5                                | Františkánska ul. 0 Standort KG: Bardejov Konskr.Nr.: 2960      | Kláštorná bašta                                    | Klosterbastion                                                                                    | č. NKP: 701-1665/5 Stand des NKP: 2012-02-08 Name: BAŠTA                   |
| ja   | Datei hochladen | Franziskanerkloster(sk) ObjektID: 701-1781/1                    | Františkánska ul. 2 Standort KG: Bardejov Konskr.Nr.: 139       | františkánsky kláštor                              | Franziskanerkloster                                                                               | č. NKP: 701-1781/1 Stand des NKP: 2012-02-08 Name: KLÁŠTOR FRANTIŠKÁNOV    |
| ja   | Datei hochladen | Kirche(sk) ObjektID: 701-1781/2                                 | Františkánska ul. 4 Standort KG: Bardejov Konskr.Nr.: 141       | r.k.sv.Jána Krstiteľa; františkánsky               | römisch-katholische Kirche St. Johannes der Täufer                                                | č. NKP: 701-1781/2 Stand des NKP: 2012-02-08 Name: KOSTOL                  |
| ja   | Datei hochladen | Bürgerhaus(sk) ObjektID: 701-1729/0                             | Hviezdoslavova ul. 3 Standort KG: Bardejov Konskr.Nr.: 99       | radový                                             | Reihenhaus                                                                                        | č. NKP: 701-1729/0 Stand des NKP: 2012-02-08 Name: DOM MEŠTIANSKY          |
| BW   | Datei hochladen | Bürgerhaus(sk) ObjektID: 701-1723/0                             | Hviezdoslavova ul. 4 Standort KG: Bardejov Konskr.Nr.: 107      | radový                                             | Reihenhaus                                                                                        | č. NKP: 701-1723/0 Stand des NKP: 2012-02-08 Name: DOM MEŠTIANSKY          |
| ja   | Datei hochladen | Bürgerhaus(sk) ObjektID: 701-1724/0                             | Hviezdoslavova ul. 6 Standort KG: Bardejov Konskr.Nr.:          | radový                                             | Reihenhaus                                                                                        | č. NKP: 701-1724/0 Stand des NKP: 2012-02-08 Name: DOM MEŠTIANSKY          |
| ja   | Datei hochladen | Bürgerhaus(sk) ObjektID: 701-1749/0                             | Hviezdoslavova ul. 8 Standort KG: Bardejov Konskr.Nr.: 106,3012 |                                                    |                                                                                                   | č. NKP: 701-1749/0 Stand des NKP: 2012-02-08 Name: DOM MEŠTIANSKY          |
|      | Datei hochladen | Lager(sk) ObjektID: 701-1727/0                                  | Hviezdoslavova ul. 12 KG: Bardejov Konskr.Nr.: 103              | solnica,colnica                                    | Zoll                                                                                              | č. NKP: 701-1727/0 Stand des NKP: 2012-02-08 Name: SKLAD                   |
| ja   | Datei hochladen | Gymnasium(sk) ObjektID: 701-1726/0                              | Hviezdoslavova ul. 14 Standort KG: Bardejov Konskr.Nr.: 105     |                                                    |                                                                                                   | č. NKP: 701-1726/0 Stand des NKP: 2012-02-08 Name: GYMNÁZIUM               |
| ja   | Datei hochladen | Denkmal(sk) ObjektID: 701-1274/0                                | Jiráskova ul. KG: Bardejov Konskr.Nr.:                          | Jirásek A.; 1851-1930,spisovateľ                   | für Alois Jirásek, Schriftsteller                                                                 | č. NKP: 701-1274/0 Stand des NKP: 2012-02-08 Name: POMNÍK                  |
| ja   | Datei hochladen | Kirche(sk) ObjektID: 701-1785/0                                 | Jiráskova ul. 10 Standort KG: Bardejov Konskr.Nr.:              | gr.k.sv.Petra a Pavla                              | griechisch katholische Kirche St. Peter und Paul                                                  | č. NKP: 701-1785/0 Stand des NKP: 2012-02-08 Name: KOSTOL                  |
| BW   | Datei hochladen | Schule(sk) ObjektID: 701-1784/0                                 | Jiráskova ul. 20 Standort KG: Bardejov Konskr.Nr.: 176          |                                                    | kirchliche Grundschule St. Aegidius                                                               | č. NKP: 701-1784/0 Stand des NKP: 2012-02-08 Name: ŠKOLA                   |
|      | Datei hochladen | Lichtsäule(sk) ObjektID: 701-1786/0                             | Jiráskova ul. 22 KG: Bardejov Konskr.Nr.:                       | lampový; Lampový stĺp                              |                                                                                                   | č. NKP: 701-1786/0 Stand des NKP: 2012-02-08 Name: STĹP LAMPOVÝ            |
| ja   | Datei hochladen | Bürgerhaus(sk) ObjektID: 701-1740/0                             | Kláštorská ul. 2 Standort KG: Bardejov Konskr.Nr.: 137          | radový                                             | Reihenhaus                                                                                        | č. NKP: 701-1740/0 Stand des NKP: 2012-02-08 Name: DOM MEŠTIANSKY          |
| ja   | Datei hochladen | Bürgerhaus(sk) ObjektID: 701-1741/0                             | Kláštorská ul. 8 KG: Bardejov Konskr.Nr.: 133                   | radový                                             | Reihenhaus                                                                                        | č. NKP: 701-1741/0 Stand des NKP: 2012-02-08 Name: DOM MEŠTIANSKY          |
|      | Datei hochladen | Bürgerhaus(sk) ObjektID: 701-1742/0                             | Kláštorská ul. 9 KG: Bardejov Konskr.Nr.: 132                   | radový                                             | Reihenhaus                                                                                        | č. NKP: 701-1742/0 Stand des NKP: 2012-02-08 Name: DOM MEŠTIANSKY          |
| ja   | Datei hochladen | Synagoge(sk) Chevra-Bikur-Cholim-Synagoge ObjektID: 701-1743/0  | Kláštorská ul. 10 Standort KG: Bardejov Konskr.Nr.: 131         |                                                    |                                                                                                   | č. NKP: 701-1743/0 Stand des NKP: 2012-02-08 Name: SYNAGÓGA                |
| BW   | Datei hochladen | Bürgerhaus(sk) ObjektID: 701-1744/0                             | Kláštorská ul. 12 Standort KG: Bardejov Konskr.Nr.: 130         | radový                                             | Reihenhaus                                                                                        | č. NKP: 701-1744/0 Stand des NKP: 2012-02-08 Name: DOM MEŠTIANSKY          |
| ja   | Datei hochladen | Bürgerhaus(sk) ObjektID: 701-1750/0                             | Kláštorská ul. 13 Standort KG: Bardejov Konskr.Nr.: 117         | radový                                             | Reihenhaus                                                                                        | č. NKP: 701-1750/0 Stand des NKP: 2012-02-08 Name: DOM MEŠTIANSKY          |
| BW   | Datei hochladen | Bürgerhaus(sk) ObjektID: 701-1745/0                             | Kláštorská ul. 19 Standort KG: Bardejov Konskr.Nr.: 126         | radový                                             | Reihenhaus                                                                                        | č. NKP: 701-1745/0 Stand des NKP: 2012-02-08 Name: DOM MEŠTIANSKY          |
| BW   | Datei hochladen | Gebäude in regionaltypischem Baustil(sk) ObjektID: 701-1746/0   | Kláštorská ul. 20 Standort KG: Bardejov Konskr.Nr.: 125         | radový                                             | Reihenhaus                                                                                        | č. NKP: 701-1746/0 Stand des NKP: 2012-02-08 Name: DOM ĽUDOVÝ              |
| ja   | Datei hochladen | Bürgerhaus(sk) ObjektID: 701-1747/0                             | Kláštorská ul. 21 Standort KG: Bardejov Konskr.Nr.: 738         | nárožný                                            | Eckhaus                                                                                           | č. NKP: 701-1747/0 Stand des NKP: 2012-02-08 Name: DOM MEŠTIANSKY          |
|      | Datei hochladen | Bürgerhaus(sk) ObjektID: 701-1728/0                             | Kláštorská ul. 22 KG: Bardejov Konskr.Nr.: 123                  | radový                                             | Reihenhaus                                                                                        | č. NKP: 701-1728/0 Stand des NKP: 2012-02-08 Name: DOM MEŠTIANSKY          |
|      | Datei hochladen | Bürgerhaus(sk) ObjektID: 701-1748/0                             | Kláštorská ul. 23 KG: Bardejov Konskr.Nr.: 122                  | radový; Krumpholzianum                             | Reihenhaus, Krumpholzianum (verm. Jean-Baptiste Krumpholz, tschechischer Komponist und Harfenist) | č. NKP: 701-1748/0 Stand des NKP: 2012-02-08 Name: DOM MEŠTIANSKY          |
| ja   | Datei hochladen | Alte Synagoge(sk) Alte Synagoge (Bardejov) ObjektID: 701-1789/1 | Mlynská ul. 0 Standort KG: Bardejov Konskr.Nr.:                 | ortodoxná; Veľká synagóga                          | Große orthodoxe Synagoge                                                                          | č. NKP: 701-1789/1 Stand des NKP: 2012-02-08 Name: SYNAGÓGA                |
|      | Datei hochladen | Gebäudeensemble(sk) ObjektID: 701-1789/2                        | Mlynská ul. KG: Bardejov Konskr.Nr.:                            | Beth Hamidraš,modlitebňa                           | Beth Hamidraš, Gebetshaus                                                                         | č. NKP: 701-1789/2 Stand des NKP: 2012-02-08 Name: BUDOVA ZHROMAŽDENIA     |
|      | Datei hochladen | Ritualbad(sk) ObjektID: 701-1789/3                              | Mlynská ul. KG: Bardejov Konskr.Nr.:                            | židovské; Mikve,expanz.veža,kotolňa                | jüdisches, ?, Kessel                                                                              | č. NKP: 701-1789/3 Stand des NKP: 2012-02-08 Name: KÚPELE RITUÁLNE         |
| ja   | Datei hochladen | Bastion(sk) ObjektID: 701-1665/14                               | Na hradbách ul. 1 Standort KG: Bardejov Konskr.Nr.:             | Veľká bašta                                        | Große Bastion                                                                                     | č. NKP: 701-1665/14 Stand des NKP: 2012-02-08 Name: BAŠTA                  |
| ja   | Datei hochladen | Bastion(sk) ObjektID: 701-1665/7                                | Na hradbách ul. 2 Standort KG: Bardejov Konskr.Nr.:             | severná; Archívna bašta                            | nördliche Archivbastion                                                                           | č. NKP: 701-1665/7 Stand des NKP: 2012-02-08 Name: BAŠTA                   |
| ja   | Datei hochladen | Bastion(sk) ObjektID: 701-1665/8                                | Na hradbách ul. 2 Standort KG: Bardejov Konskr.Nr.:             | Renesančná bašta                                   | Renaissance-Bastion                                                                               | č. NKP: 701-1665/8 Stand des NKP: 2012-02-08 Name: BAŠTA                   |
| ja   | Datei hochladen | Bastion(sk) ObjektID: 701-1665/15                               | Na hradbách ul. 3 Standort KG: Bardejov Konskr.Nr.: 94          | Hrubá bašta                                        | Großbastion                                                                                       | č. NKP: 701-1665/15 Stand des NKP: 2012-02-08 Name: BAŠTA                  |
| BW   | Datei hochladen | Bastion(sk) ObjektID: 701-1665/9                                | Na hradbách ul. 5 Standort KG: Bardejov Konskr.Nr.: 930         | severovýchodná; Severovýchodná bašta               | nordöstliche Bastion                                                                              | č. NKP: 701-1665/9 Stand des NKP: 2012-02-08 Name: BAŠTA                   |
| ja   | Datei hochladen | Bastion(sk) ObjektID: 701-1665/13                               | Na hradbách ul. 6 Standort KG: Bardejov Konskr.Nr.:             | Kráľovská,Červená bašta                            | königliche, Rote Bastion                                                                          | č. NKP: 701-1665/13 Stand des NKP: 2012-02-08 Name: BAŠTA                  |
| ja   | Datei hochladen | Bastion(sk) ObjektID: 701-1665/16                               | Na hradbách ul. 11 Standort KG: Bardejov Konskr.Nr.:            | Malá bašta                                         | Kleine Bastion                                                                                    | č. NKP: 701-1665/16 Stand des NKP: 2012-02-08 Name: BAŠTA                  |
|      | Datei hochladen | Grab mit Grabstein(sk) ObjektID: 701-1664/0                     | Partizánska ul. KG: Bardejov Konskr.Nr.:                        | Andraščík J.; 1799-1853,spisovateľ                 | des Ján Andraščík, Schriftsteller                                                                 | č. NKP: 701-1664/0 Stand des NKP: 2012-02-08 Name: HROB S NÁHROBNÍKOM      |
| ja   | Datei hochladen | Kapelle(sk) ObjektID: 701-1790/0                                | Partizánska ul. 0 Standort KG: Bardejov Konskr.Nr.: 617         | r.k.sv.Michala; kostol sv.Michala                  | römisch-katholische Kapelle St. Michael                                                           | č. NKP: 701-1790/0 Stand des NKP: 2012-02-08 Name: KAPLNKA                 |
|      | Datei hochladen | Denkmal(sk) ObjektID: 701-1663/0                                | Prešovská ul. KG: Bardejov Konskr.Nr.:                          | padlí v I.sv.v.                                    | für die Gefallenen des WK I                                                                       | č. NKP: 701-1663/0 Stand des NKP: 2012-02-08 Name: POMNÍK                  |
|      | Datei hochladen | Kapelle(sk) ObjektID: 701-1787/0                                | Prešovská ul. 0 KG: Bardejov Konskr.Nr.:                        | r.k.sv.Jakuba staršieho; kostol sv.Jakuba          | römisch-katholische Kapelle St. Jakob der Ältere                                                  | č. NKP: 701-1787/0 Stand des NKP: 2012-02-08 Name: KAPLNKA                 |
| ja   | Datei hochladen | Bücherei(sk) ObjektID: 701-4427/0                               | Radničné nám. 1 Standort KG: Bardejov Konskr.Nr.: 1             | Okresná knižnica                                   | die Kreisbibliothek                                                                               | č. NKP: 701-4427/0 Stand des NKP: 2012-02-08 Name: KNIŽNICA                |
| ja   | Datei hochladen | Gedenkpfarrhof 1(sk) ObjektID: 701-1273/1                       | Radničné nám. 3 Standort KG: Bardejov Konskr.Nr.: 3             | r.k.                                               | römisch-katholische Pfarrei                                                                       | č. NKP: 701-1273/1 Stand des NKP: 2012-02-08 Name: FARA PAMÄTNÁ I.         |
| ja   | Datei hochladen | Gedenkpfarrhof 2(sk) ObjektID: 701-1273/2                       | Radničné nám. 3 Standort KG: Bardejov Konskr.Nr.: 3/A           | r.k.; Stará fara                                   | das alte römisch-katholische Pfarrhaus                                                            | č. NKP: 701-1273/2 Stand des NKP: 2012-02-08 Name: FARA PAMÄTNÁ II.        |
| BW   | Datei hochladen | Gedenktafel(sk) ObjektID: 701-1273/4                            | Radničné nám. 3 Standort KG: Bardejov Konskr.Nr.: 3             | Andraščík J.; 1799-1853,spisovateľ                 | für Ján Andraščík, Schriftsteller, katholischer Priester                                          | č. NKP: 701-1273/4 Stand des NKP: 2012-02-08 Name: TABUĽA PAMÄTNÁ          |
| ja   | Datei hochladen | Bürgerhaus(sk) ObjektID: 701-1684/0                             | Radničné nám. 4 KG: Bardejov Konskr.Nr.: 4                      | radový                                             | Reihenhaus                                                                                        | č. NKP: 701-1684/0 Stand des NKP: 2012-02-08 Name: DOM MEŠTIANSKY          |
| ja   | Datei hochladen | Bürgerhaus(sk) ObjektID: 701-1685/0                             | Radničné nám. 5 Standort KG: Bardejov Konskr.Nr.: 5             | radový                                             | Reihenhaus                                                                                        | č. NKP: 701-1685/0 Stand des NKP: 2012-02-08 Name: DOM MEŠTIANSKY          |
| ja   | Datei hochladen | Bürgerhaus(sk) ObjektID: 701-1686/0                             | Radničné nám. 6 Standort KG: Bardejov Konskr.Nr.: 6             | radový                                             | Reihenhaus                                                                                        | č. NKP: 701-1686/0 Stand des NKP: 2012-02-08 Name: DOM MEŠTIANSKY          |
| ja   | Datei hochladen | Bürgerhaus(sk) ObjektID: 701-1775/0                             | Radničné nám. 9 Standort KG: Bardejov Konskr.Nr.: 9             | nárožný                                            | Eckhaus                                                                                           | č. NKP: 701-1775/0 Stand des NKP: 2012-02-08 Name: DOM MEŠTIANSKY          |
| ja   | Datei hochladen | Bürgerhaus(sk) ObjektID: 701-1687/0                             | Radničné nám. 10 Standort KG: Bardejov Konskr.Nr.: 10           | nárožný                                            | Eckhaus                                                                                           | č. NKP: 701-1687/0 Stand des NKP: 2012-02-08 Name: DOM MEŠTIANSKY          |
| ja   | Datei hochladen | Bürgerhaus(sk) ObjektID: 701-1688/0                             | Radničné nám. 11 Standort KG: Bardejov Konskr.Nr.: 11           | radový                                             | Reihenhaus                                                                                        | č. NKP: 701-1688/0 Stand des NKP: 2012-02-08 Name: DOM MEŠTIANSKY          |
| ja   | Datei hochladen | Bürgerhaus(sk) ObjektID: 701-1689/0                             | Radničné nám. 12 Standort KG: Bardejov Konskr.Nr.: 12           | radový                                             | Reihenhaus                                                                                        | č. NKP: 701-1689/0 Stand des NKP: 2012-02-08 Name: DOM MEŠTIANSKY          |
| ja   | Datei hochladen | Bürgerhaus(sk) ObjektID: 701-1690/0                             | Radničné nám. 13 Standort KG: Bardejov Konskr.Nr.: 13           | radový                                             | Reihenhaus                                                                                        | č. NKP: 701-1690/0 Stand des NKP: 2012-02-08 Name: DOM MEŠTIANSKY          |
| ja   | Datei hochladen | Bürgerhaus(sk) ObjektID: 701-1691/0                             | Radničné nám. 14 Standort KG: Bardejov Konskr.Nr.: 14           | radový                                             | Reihenhaus                                                                                        | č. NKP: 701-1691/0 Stand des NKP: 2012-02-08 Name: DOM MEŠTIANSKY          |
| ja   | Datei hochladen | Bürgerhaus(sk) ObjektID: 701-1692/0                             | Radničné nám. 15 Standort KG: Bardejov Konskr.Nr.: 15           | radový                                             | Reihenhaus                                                                                        | č. NKP: 701-1692/0 Stand des NKP: 2012-02-08 Name: DOM MEŠTIANSKY          |
| ja   | Datei hochladen | Schule(sk) ObjektID: 701-1693/0                                 | Radničné nám. 16 Standort KG: Bardejov Konskr.Nr.: 16           | radový; Mestský úrad                               | Reihenhaus, städtisches Büro                                                                      | č. NKP: 701-1693/0 Stand des NKP: 2012-02-08 Name: ŠKOLA                   |
| ja   | Datei hochladen | Bürgerhaus(sk) ObjektID: 701-1694/0                             | Radničné nám. 17 Standort KG: Bardejov Konskr.Nr.: 17           | radový                                             | Reihenhaus                                                                                        | č. NKP: 701-1694/0 Stand des NKP: 2012-02-08 Name: DOM MEŠTIANSKY          |
| ja   | Datei hochladen | Bürgerhaus(sk) ObjektID: 701-1695/0                             | Radničné nám. 18 Standort KG: Bardejov Konskr.Nr.: 18           | radový                                             | Reihenhaus                                                                                        | č. NKP: 701-1695/0 Stand des NKP: 2012-02-08 Name: DOM MEŠTIANSKY          |
| ja   | Datei hochladen | Bürgerhaus(sk) ObjektID: 701-1696/0                             | Radničné nám. 19 Standort KG: Bardejov Konskr.Nr.: 19           | radový                                             | Reihenhaus                                                                                        | č. NKP: 701-1696/0 Stand des NKP: 2012-02-08 Name: DOM MEŠTIANSKY          |
| ja   | Datei hochladen | Bürgerhaus(sk) ObjektID: 701-1697/0                             | Radničné nám. 20 Standort KG: Bardejov Konskr.Nr.: 20           | radový                                             | Reihenhaus                                                                                        | č. NKP: 701-1697/0 Stand des NKP: 2012-02-08 Name: DOM MEŠTIANSKY          |
| ja   | Datei hochladen | Bürgerhaus(sk) ObjektID: 701-1698/0                             | Radničné nám. 21 Standort KG: Bardejov Konskr.Nr.: 21           | radový                                             | Reihenhaus                                                                                        | č. NKP: 701-1698/0 Stand des NKP: 2012-02-08 Name: DOM MEŠTIANSKY          |
| ja   | Datei hochladen | Bürgerhaus(sk) ObjektID: 701-1699/0                             | Radničné nám. 22 Standort KG: Bardejov Konskr.Nr.: 22           | nárožný                                            | Eckhaus                                                                                           | č. NKP: 701-1699/0 Stand des NKP: 2012-02-08 Name: DOM MEŠTIANSKY          |
| ja   | Datei hochladen | Bürgerhaus(sk) ObjektID: 701-1700/1                             | Radničné nám. 23 Standort KG: Bardejov Konskr.Nr.: 23           | prejazdový,radový                                  | Reihenhaus, Durchgang                                                                             | č. NKP: 701-1700/1 Stand des NKP: 2012-02-08 Name: DOM MEŠTIANSKY          |
| ja   | Datei hochladen | Bürgerhaus(sk) ObjektID: 701-1701/0                             | Radničné nám. 24 KG: Bardejov Konskr.Nr.: 24                    | radový                                             | Reihenhaus                                                                                        | č. NKP: 701-1701/0 Stand des NKP: 2012-02-08 Name: DOM MEŠTIANSKY          |
| ja   | Datei hochladen | Bürgerhaus(sk) ObjektID: 701-1702/0                             | Radničné nám. 25 KG: Bardejov Konskr.Nr.: 25                    | radový                                             | Reihenhaus                                                                                        | č. NKP: 701-1702/0 Stand des NKP: 2012-02-08 Name: DOM MEŠTIANSKY          |
| ja   | Datei hochladen | Bürgerhaus(sk) ObjektID: 701-1703/0                             | Radničné nám. 26 KG: Bardejov Konskr.Nr.: 26                    | radový                                             | Reihenhaus                                                                                        | č. NKP: 701-1703/0 Stand des NKP: 2012-02-08 Name: DOM MEŠTIANSKY          |
| ja   | Datei hochladen | Bürgerhaus(sk) ObjektID: 701-1704/0                             | Radničné nám. 27 KG: Bardejov Konskr.Nr.: 27                    | nárožný                                            | Eckhaus                                                                                           | č. NKP: 701-1704/0 Stand des NKP: 2012-02-08 Name: DOM MEŠTIANSKY          |
| ja   | Datei hochladen | Bürgerhaus(sk) ObjektID: 701-1705/0                             | Radničné nám. 28 Standort KG: Bardejov Konskr.Nr.: 28           | nárožný                                            | Eckhaus                                                                                           | č. NKP: 701-1705/0 Stand des NKP: 2012-02-08 Name: DOM MEŠTIANSKY          |
| ja   | Datei hochladen | Bürgerhaus(sk) ObjektID: 701-1706/0                             | Radničné nám. 29 Standort KG: Bardejov Konskr.Nr.: 29           | radový                                             | Reihenhaus                                                                                        | č. NKP: 701-1706/0 Stand des NKP: 2012-02-08 Name: DOM MEŠTIANSKY          |
| ja   | Datei hochladen | Bürgerhaus(sk) ObjektID: 701-1707/1                             | Radničné nám. 30 Standort KG: Bardejov Konskr.Nr.: 30           | radový                                             | Reihenhaus                                                                                        | č. NKP: 701-1707/1 Stand des NKP: 2012-02-08 Name: DOM MEŠTIANSKY PAMÄTNÝ  |
| BW   | Datei hochladen | Gedenktafel(sk) ObjektID: 701-1707/2                            | Radničné nám. 30 Standort KG: Bardejov Konskr.Nr.: 30           | sov.armádne veliteľstvo                            | für sowjetisches Militärkommando                                                                  | č. NKP: 701-1707/2 Stand des NKP: 2012-02-08 Name: TABUĽA PAMÄTNÁ          |
| ja   | Datei hochladen | Bürgerhaus(sk) ObjektID: 701-1708/1                             | Radničné nám. 31 Standort KG: Bardejov Konskr.Nr.: 31           | radový                                             | Reihenhaus                                                                                        | č. NKP: 701-1708/1 Stand des NKP: 2012-02-08 Name: DOM MEŠTIANSKY          |
| BW   | Datei hochladen | Getreidespeicher(sk) ObjektID: 701-1708/2                       | Radničné nám. 31 Standort KG: Bardejov Konskr.Nr.: 2718         | murovaná                                           |                                                                                                   | č. NKP: 701-1708/2 Stand des NKP: 2012-02-08 Name: SÝPKA                   |
| ja   | Datei hochladen | Bürgerhaus(sk) ObjektID: 701-1709/0                             | Radničné nám. 32 Standort KG: Bardejov Konskr.Nr.: 32           | radový                                             | Reihenhaus                                                                                        | č. NKP: 701-1709/0 Stand des NKP: 2012-02-08 Name: DOM MEŠTIANSKY          |
| ja   | Datei hochladen | Bürgerhaus(sk) ObjektID: 701-1710/0                             | Radničné nám. 33 Standort KG: Bardejov Konskr.Nr.: 33           | radový                                             | Reihenhaus                                                                                        | č. NKP: 701-1710/0 Stand des NKP: 2012-02-08 Name: DOM MEŠTIANSKY          |
| ja   | Datei hochladen | Bürgerhaus(sk) ObjektID: 701-1711/0                             | Radničné nám. 34 Standort KG: Bardejov Konskr.Nr.: 34           | radový                                             | Reihenhaus                                                                                        | č. NKP: 701-1711/0 Stand des NKP: 2012-02-08 Name: DOM MEŠTIANSKY          |
| ja   | Datei hochladen | Bürgerhaus(sk) ObjektID: 701-1712/0                             | Radničné nám. 35 Standort KG: Bardejov Konskr.Nr.: 35           | radový; Dom potravín                               | Reihenhaus, Haus des Lebensmittels                                                                | č. NKP: 701-1712/0 Stand des NKP: 2012-02-08 Name: DOM MEŠTIANSKY          |
| ja   | Datei hochladen | Bürgerhaus(sk) ObjektID: 701-1713/0                             | Radničné nám. 36 Standort KG: Bardejov Konskr.Nr.: 36           | radový                                             | Reihenhaus                                                                                        | č. NKP: 701-1713/0 Stand des NKP: 2012-02-08 Name: DOM MEŠTIANSKY          |
| ja   | Datei hochladen | Bürgerhaus(sk) ObjektID: 701-1714/0                             | Radničné nám. 37 Standort KG: Bardejov Konskr.Nr.: 37           | radový                                             | Reihenhaus                                                                                        | č. NKP: 701-1714/0 Stand des NKP: 2012-02-08 Name: DOM MEŠTIANSKY          |
| ja   | Datei hochladen | Bürgerhaus(sk) ObjektID: 701-1715/0                             | Radničné nám. 38 Standort KG: Bardejov Konskr.Nr.: 38           | radový                                             | Reihenhaus                                                                                        | č. NKP: 701-1715/0 Stand des NKP: 2012-02-08 Name: DOM MEŠTIANSKY          |
| ja   | Datei hochladen | Bürgerhaus(sk) ObjektID: 701-1716/0                             | Radničné nám. 39 Standort KG: Bardejov Konskr.Nr.: 39           | radový                                             | Reihenhaus                                                                                        | č. NKP: 701-1716/0 Stand des NKP: 2012-02-08 Name: DOM MEŠTIANSKY          |
| ja   | Datei hochladen | Bürgerhaus(sk) ObjektID: 701-1717/0                             | Radničné nám. 40 Standort KG: Bardejov Konskr.Nr.: 40           | radový                                             | Reihenhaus                                                                                        | č. NKP: 701-1717/0 Stand des NKP: 2012-02-08 Name: DOM MEŠTIANSKY          |
| ja   | Datei hochladen | Gedenkbürgerhaus(sk) ObjektID: 701-1272/1                       | Radničné nám. 41 Standort KG: Bardejov Konskr.Nr.: 41           | radový                                             | Reihenhaus                                                                                        | č. NKP: 701-1272/1 Stand des NKP: 2012-02-08 Name: DOM MEŠTIANSKY PAMÄTNÝ  |
| BW   | Datei hochladen | Gedenktafel(sk) ObjektID: 701-1272/2                            | Radničné nám. 41 Standort KG: Bardejov Konskr.Nr.: 41           | Kéler Vojtech; 1820-1882,skladateľ                 | für den hier geborenen Komponisten Adalbert Keler                                                 | č. NKP: 701-1272/2 Stand des NKP: 2012-02-08 Name: TABUĽA PAMÄTNÁ          |
| ja   | Datei hochladen | Bürgerhaus(sk) ObjektID: 701-1719/0                             | Radničné nám. 42 Standort KG: Bardejov Konskr.Nr.: 42           | radový                                             | Reihenhaus                                                                                        | č. NKP: 701-1719/0 Stand des NKP: 2012-02-08 Name: DOM MEŠTIANSKY          |
| ja   | Datei hochladen | Bürgerhaus(sk) ObjektID: 701-1720/0                             | Radničné nám. 43 Standort KG: Bardejov Konskr.Nr.: 43           | radový                                             | Reihenhaus                                                                                        | č. NKP: 701-1720/0 Stand des NKP: 2012-02-08 Name: DOM MEŠTIANSKY          |
| ja   | Datei hochladen | Bürgerhaus(sk) ObjektID: 701-1721/0                             | Radničné nám. 44 Standort KG: Bardejov Konskr.Nr.: 44           | radový                                             | Reihenhaus                                                                                        | č. NKP: 701-1721/0 Stand des NKP: 2012-02-08 Name: DOM MEŠTIANSKY          |
| ja   | Datei hochladen | Bürgerhaus(sk) ObjektID: 701-1722/0                             | Radničné nám. 46 Standort KG: Bardejov Konskr.Nr.: 46           | nárožný; Čedok                                     | Eckhaus                                                                                           | č. NKP: 701-1722/0 Stand des NKP: 2012-02-08 Name: DOM MEŠTIANSKY          |
| ja   | Datei hochladen | Kirche(sk) Basilika St. Ägidius (Bardejov) ObjektID: 701-1679/0 | Radničné nám. 47 Standort KG: Bardejov Konskr.Nr.: 47           | r.k.sv.Egídia; bazilika sv.Egídia                  | römisch-katholische Basilika St. Aegidius                                                         | č. NKP: 701-1679/0 Stand des NKP: 2012-02-08 Name:                         |
| ja   | Datei hochladen | Statue (Kopie)(sk) ObjektID: 701-1680/0                         | Radničné nám. Standort KG: Bardejov Konskr.Nr.:                 | sv.Florián; kópia sochy sv.Floriána                | St. Florian (Kopie)                                                                               | č. NKP: 701-1680/0 Stand des NKP: 2012-02-08 Name: SOCHA-KÓPIA             |
| ja   | Datei hochladen | Rathaus(sk) ObjektID: 701-1677/0                                | Radničné nám. 48 Standort KG: Bardejov Konskr.Nr.: 48           |                                                    |                                                                                                   | č. NKP: 701-1677/0 Stand des NKP: 2012-02-08 Name: RADNICA                 |
| ja   | Datei hochladen | Gymnasium(sk) ObjektID: 701-1678/1                              | Radničné nám. 49 KG: Bardejov Konskr.Nr.: 49                    | Katolícky kruh                                     | katholischer Kreis                                                                                | č. NKP: 701-1678/1 Stand des NKP: 2012-02-08 Name: GYMNÁZIUM               |
|      | Datei hochladen | Gedenktafel(sk) ObjektID: 701-1678/2                            | Radničné nám. 49 KG: Bardejov Konskr.Nr.: 49                    | vznik tlačiarne                                    | für die Druckerausbildung                                                                         | č. NKP: 701-1678/2 Stand des NKP: 2012-02-08 Name: TABUĽA PAMÄTNÁ          |
| BW   | Datei hochladen | Barbakane(sk) ObjektID: 701-1665/2                              | Rhódyho ul. Standort KG: Bardejov Konskr.Nr.:                   | fragmenty 4; Horná brána                           | vier Fragmente, Großes Tor                                                                        | č. NKP: 701-1665/2 Stand des NKP: 2012-02-08 Name: BARBAKÁN                |
| ja   | Datei hochladen | Bürgerhaus(sk) ObjektID: 701-1731/0                             | Rhódyho ul. 1 Standort KG: Bardejov Konskr.Nr.: 142             | nárožný                                            | Eckhaus                                                                                           | č. NKP: 701-1731/0 Stand des NKP: 2012-02-08 Name: DOM MEŠTIANSKY          |
| ja   | Datei hochladen | Bürgerhaus(sk) ObjektID: 701-1732/0                             | Rhódyho ul. 2 KG: Bardejov Konskr.Nr.: 112                      | radový                                             | Reihenhaus                                                                                        | č. NKP: 701-1732/0 Stand des NKP: 2012-02-08 Name: DOM MEŠTIANSKY          |
| ja   | Datei hochladen | Handwerkerhaus(sk) ObjektID: 701-1733/0                         | Rhódyho ul. 3 KG: Bardejov Konskr.Nr.: 114                      | radový                                             | Reihenhaus                                                                                        | č. NKP: 701-1733/0 Stand des NKP: 2012-02-08 Name: DOM REMESELNÍCKY        |
|      | Datei hochladen | Handwerkerhaus(sk) ObjektID: 701-1734/0                         | Rhódyho ul. 5 KG: Bardejov Konskr.Nr.: 115                      | radový                                             | Reihenhaus                                                                                        | č. NKP: 701-1734/0 Stand des NKP: 2012-02-08 Name: DOM REMESELNÍCKY        |
|      | Datei hochladen | Handwerkerhaus(sk) ObjektID: 701-1735/0                         | Rhódyho ul. 6 KG: Bardejov Konskr.Nr.: 116,143,144              | radový                                             | Reihenhaus                                                                                        | č. NKP: 701-1735/0 Stand des NKP: 2012-02-08 Name: DOM REMESELNÍCKY        |
| ja   | Datei hochladen | Bastion(sk) ObjektID: 701-1665/4                                | Rhódyho ul. 8 Standort KG: Bardejov Konskr.Nr.:                 | Prašná bašta                                       | Pulverbastion                                                                                     | č. NKP: 701-1665/4 Stand des NKP: 2012-02-08 Name: BAŠTA                   |
| BW   | Datei hochladen | Brücke(sk) ObjektID: 701-1665/3                                 | Rhódyho ul. 16 Standort KG: Bardejov Konskr.Nr.:                | oblúkový; bývalá mestská brána                     | Bogen, ehemaliges Stadttor                                                                        | č. NKP: 701-1665/3 Stand des NKP: 2012-02-08 Name: MOST                    |
|      | Datei hochladen | Kapelle(sk) ObjektID: 701-1793/0                                | Slovenská ul. 0 KG: Bardejov Konskr.Nr.:                        | r.k.sv.Anny                                        | römisch-katholische Kapelle St. Anna                                                              | č. NKP: 701-1793/0 Stand des NKP: 2012-02-08 Name: KAPLNKA                 |
|      | Datei hochladen | Denkmal(sk) ObjektID: 701-1794/0                                | Slovenská ul. 0 KG: Bardejov Konskr.Nr.:                        | Jozef II.-návšteva; +odovzdanie mostu              | für den Besuch von Joseph II., und Zugangsbrücke                                                  | č. NKP: 701-1794/0 Stand des NKP: 2012-02-08 Name: POMNÍK                  |
| BW   | Datei hochladen | Denkmal(sk) ObjektID: 701-1865/0                                | SNP nám. 0 Standort KG: Bardejov Konskr.Nr.:                    | Priateľstva a vďaky                                | „Freundschaft und Dankbarkeit“                                                                    | č. NKP: 701-1865/0 Stand des NKP: 2012-02-08 Name: POMNÍK                  |
| ja   | Datei hochladen | Denkmal(sk) ObjektID: 701-1783/0                                | SNP nám. 12 Standort KG: Bardejov Konskr.Nr.:                   | Winter J.; Obrana mesta r.1680                     | für J. Winter, Verteidiger der Stadt im Jahr 1680                                                 | č. NKP: 701-1783/0 Stand des NKP: 2012-02-08 Name: POMNÍK                  |
| ja   | Datei hochladen | Torturm(sk) ObjektID: 701-1665/10                               | Stöcklova ul. 0 Standort KG: Bardejov Konskr.Nr.:               | Dolná brána,mestská brána                          | unteres Stadttor                                                                                  | č. NKP: 701-1665/10 Stand des NKP: 2012-02-08 Name: VEŽA BRÁNOVÁ           |
| ja   | Datei hochladen | Brücke(sk) ObjektID: 701-1665/12                                | Stöcklova ul. 0 Standort KG: Bardejov Konskr.Nr.:               | Dolná brána                                        | zum unteren Stadttor                                                                              | č. NKP: 701-1665/12 Stand des NKP: 2012-02-08 Name: MOST                   |
| ja   | Datei hochladen | Bürgerhaus(sk) ObjektID: 701-1764/0                             | Stöcklova ul. 1 Standort KG: Bardejov Konskr.Nr.: 52            | nárožný                                            | Eckhaus                                                                                           | č. NKP: 701-1764/0 Stand des NKP: 2012-02-08 Name: DOM MEŠTIANSKY          |
| ja   | Datei hochladen | Handwerkerhaus(sk) ObjektID: 701-1765/0                         | Stöcklova ul. 3 Standort KG: Bardejov Konskr.Nr.: 53            | radový                                             | Reihenhaus                                                                                        | č. NKP: 701-1765/0 Stand des NKP: 2012-02-08 Name: DOM REMESELNÍCKY        |
| ja   | Datei hochladen | Handwerkerhaus(sk) ObjektID: 701-1760/0                         | Stöcklova ul. 4 Standort KG: Bardejov Konskr.Nr.: 90            | radový                                             | Reihenhaus                                                                                        | č. NKP: 701-1760/0 Stand des NKP: 2012-02-08 Name: DOM REMESELNÍCKY        |
| ja   | Datei hochladen | Bürgerhaus(sk) ObjektID: 701-1766/0                             | Stöcklova ul. 5 Standort KG: Bardejov Konskr.Nr.: 54            | radový                                             | Reihenhaus                                                                                        | č. NKP: 701-1766/0 Stand des NKP: 2012-02-08 Name: DOM MEŠTIANSKY          |
| ja   | Datei hochladen | Handwerkerhaus(sk) ObjektID: 701-1759/0                         | Stöcklova ul. 6 Standort KG: Bardejov Konskr.Nr.: 89            | radový                                             | Reihenhaus                                                                                        | č. NKP: 701-1759/0 Stand des NKP: 2012-02-08 Name: DOM REMESELNÍCKY        |
| ja   | Datei hochladen | Handwerkerhaus(sk) ObjektID: 701-1767/0                         | Stöcklova ul. 7 Standort KG: Bardejov Konskr.Nr.: 964           | radový                                             | Reihenhaus                                                                                        | č. NKP: 701-1767/0 Stand des NKP: 2012-02-08 Name: DOM REMESELNÍCKY        |
| ja   | Datei hochladen | Handwerkerhaus(sk) ObjektID: 701-1758/0                         | Stöcklova ul. 8 Standort KG: Bardejov Konskr.Nr.: 88            | radový                                             | Reihenhaus                                                                                        | č. NKP: 701-1758/0 Stand des NKP: 2012-02-08 Name: DOM REMESELNÍCKY        |
| ja   | Datei hochladen | Handwerkerhaus(sk) ObjektID: 701-1768/0                         | Stöcklova ul. 9 Standort KG: Bardejov Konskr.Nr.: 965           | radový                                             | Reihenhaus                                                                                        | č. NKP: 701-1768/0 Stand des NKP: 2012-02-08 Name: DOM REMESELNÍCKY        |
| ja   | Datei hochladen | Handwerkerhaus(sk) ObjektID: 701-1757/0                         | Stöcklova ul. 10 Standort KG: Bardejov Konskr.Nr.: 87           | radový                                             | Reihenhaus                                                                                        | č. NKP: 701-1757/0 Stand des NKP: 2012-02-08 Name: DOM REMESELNÍCKY        |
| ja   | Datei hochladen | Handwerkerhaus(sk) ObjektID: 701-1769/0                         | Stöcklova ul. 11 Standort KG: Bardejov Konskr.Nr.: 966          | radový                                             | Reihenhaus                                                                                        | č. NKP: 701-1769/0 Stand des NKP: 2012-02-08 Name: DOM REMESELNÍCKY        |
| ja   | Datei hochladen | Handwerkerhaus(sk) ObjektID: 701-1756/0                         | Stöcklova ul. 12 Standort KG: Bardejov Konskr.Nr.: 86           | radový                                             | Reihenhaus                                                                                        | č. NKP: 701-1756/0 Stand des NKP: 2012-02-08 Name: DOM REMESELNÍCKY        |
| ja   | Datei hochladen | Handwerkerhaus(sk) ObjektID: 701-1755/0                         | Stöcklova ul. 14 Standort KG: Bardejov Konskr.Nr.: 85           | radový                                             | Reihenhaus                                                                                        | č. NKP: 701-1755/0 Stand des NKP: 2012-02-08 Name: DOM REMESELNÍCKY        |
| ja   | Datei hochladen | Handwerkerhaus(sk) ObjektID: 701-1754/0                         | Stöcklova ul. 16 Standort KG: Bardejov Konskr.Nr.: 84           | nárožný; Hostinec na hradbách                      | Eckhaus, Gasthaus an der Stadtmauer                                                               | č. NKP: 701-1754/0 Stand des NKP: 2012-02-08 Name: DOM REMESELNÍCKY        |
| ja   | Datei hochladen | Handwerkerhaus(sk) ObjektID: 701-1770/0                         | Stöcklova ul. 17 Standort KG: Bardejov Konskr.Nr.: 59           | radový                                             | Reihenhaus                                                                                        | č. NKP: 701-1770/0 Stand des NKP: 2012-02-08 Name: DOM REMESELNÍCKY        |
| ja   | Datei hochladen | Handwerkerhaus(sk) ObjektID: 701-1771/0                         | Stöcklova ul. 19 Standort KG: Bardejov Konskr.Nr.: 60           | radový                                             | Reihenhaus                                                                                        | č. NKP: 701-1771/0 Stand des NKP: 2012-02-08 Name: DOM REMESELNÍCKY        |
| ja   | Datei hochladen | Bürgerhaus(sk) ObjektID: 701-1753/0                             | Stöcklova ul. 22 Standort KG: Bardejov Konskr.Nr.: 81           | radový                                             | Reihenhaus                                                                                        | č. NKP: 701-1753/0 Stand des NKP: 2012-02-08 Name: DOM MEŠTIANSKY          |
| BW   | Datei hochladen | Bürgerhaus(sk) ObjektID: 701-1772/0                             | Stöcklova ul. 23 Standort KG: Bardejov Konskr.Nr.: 62           | radový                                             | Reihenhaus                                                                                        | č. NKP: 701-1772/0 Stand des NKP: 2012-02-08 Name: DOM MEŠTIANSKY          |
| BW   | Datei hochladen | Bürgerhaus(sk) ObjektID: 701-1773/0                             | Stöcklova ul. 25 Standort KG: Bardejov Konskr.Nr.: 63           | radový                                             | Reihenhaus                                                                                        | č. NKP: 701-1773/0 Stand des NKP: 2012-02-08 Name: DOM MEŠTIANSKY          |
| ja   | Datei hochladen | Handwerkerhaus(sk) ObjektID: 701-1752/0                         | Stöcklova ul. 26 Standort KG: Bardejov Konskr.Nr.: 79           |                                                    |                                                                                                   | č. NKP: 701-1752/0 Stand des NKP: 2012-02-08 Name: DOM REMESELNÍCKY        |
| BW   | Datei hochladen | Hauskeller(sk) ObjektID: 701-1774/0                             | Stöcklova ul. 27 Standort KG: Bardejov Konskr.Nr.: 64           |                                                    |                                                                                                   | č. NKP: 701-1774/0 Stand des NKP: 2012-02-08 Name: PIVNICA DOMU            |
| BW   | Datei hochladen | Bürgerhaus(sk) ObjektID: 701-1751/0                             | Stöcklova ul. 38 Standort KG: Bardejov Konskr.Nr.: 75           | radový                                             | Reihenhaus                                                                                        | č. NKP: 701-1751/0 Stand des NKP: 2012-02-08 Name: DOM MEŠTIANSKY          |
|      | Datei hochladen | Barbakane(sk) ObjektID: 701-1665/11                             | Stöcklova ul. 0 KG: Bardejov Konskr.Nr.: 959                    | brána mestská; Dolná brána                         | am unteren Stadttor                                                                               | č. NKP: 701-1665/11 Stand des NKP: 2012-02-08 Name: BARBAKÁN               |
| BW   | Datei hochladen | Friedhof(sk) ObjektID: 701-1795/0                               | Tehelná ul. 0 Standort KG: Bardejov Konskr.Nr.:                 | Starý židovský cint.                               | alter jüdischer Friedhof                                                                          | č. NKP: 701-1795/0 Stand des NKP: 2012-02-08 Name: CINTORÍN ŽIDOVSKÝ       |
| ja   | Datei hochladen | Bürgerhaus(sk) ObjektID: 701-1700/2                             | Veterná ul. 1 Standort KG: Bardejov Konskr.Nr.:                 | radový                                             | Reihenhaus                                                                                        | č. NKP: 701-1700/2 Stand des NKP: 2012-02-08 Name: DOM MEŠTIANSKY          |
| ja   | Datei hochladen | Handwerkerhaus(sk) ObjektID: 701-1780/0                         | Veterná ul. 2 Standort KG: Bardejov Konskr.Nr.: 156             | radový                                             | Reihenhaus                                                                                        | č. NKP: 701-1780/0 Stand des NKP: 2012-02-08 Name: DOM REMESELNÍCKY        |
| ja   | Datei hochladen | Handwerkerhaus(sk) ObjektID: 701-1779/0                         | Veterná ul. 3 Standort KG: Bardejov Konskr.Nr.: 157             | radový                                             | Reihenhaus                                                                                        | č. NKP: 701-1779/0 Stand des NKP: 2012-02-08 Name: DOM REMESELNÍCKY        |
| ja   | Datei hochladen | Bürgerhaus(sk) ObjektID: 701-1778/0                             | Veterná ul. 4 Standort KG: Bardejov Konskr.Nr.: 158             | radový; Býv.mestské temnice                        | Reihenhaus, früheres Stadtgefängnis                                                               | č. NKP: 701-1778/0 Stand des NKP: 2012-02-08 Name: DOM MEŠTIANSKY          |
| ja   | Datei hochladen | Bürgerhaus(sk) ObjektID: 701-1777/0                             | Veterná ul. 10 Standort KG: Bardejov Konskr.Nr.: 168            | nárožný; Katov dom                                 | Eckhaus, Haus Katov                                                                               | č. NKP: 701-1777/0 Stand des NKP: 2012-02-08 Name: DOM MEŠTIANSKY          |
| BW   | Datei hochladen | Kirche(sk) ObjektID: 701-161/0                                  | Standort KG: Bardejovská Nová Ves Konskr.Nr.: 1861              | r.k.Narodenia P.M.                                 | römisch-katholische Kirche Mariä Geburt                                                           | č. NKP: 701-161/0 Stand des NKP: 2012-02-08 Name: KOSTOL                   |
|      | Datei hochladen | Grabstein(sk) ObjektID: 701-162/0                               | KG: Bardejovská Nová Ves Konskr.Nr.:                            | rod.Villesz                                        | der Familie Villesz                                                                               | č. NKP: 701-162/0 Stand des NKP: 2012-02-08 Name: NÁHROBNÍK                |
|      | Datei hochladen | Denkmal(sk) ObjektID: 701-171/0                                 | KG: Dlhá Lúka Konskr.Nr.:                                       | Serédi Juraj (Georgius); ?-1557,krajinský hodnost. | für Georg Serédi                                                                                  | č. NKP: 701-171/0 Stand des NKP: 2012-02-08 Name: POMNÍK                   |

## Legende
Die Tabelle enthält im Einzelnen folgende Informationen:
| Foto:                    | Fotografie des Denkmals. |
| Denkmal / č. ÚZPF:       | Die Übersetzung der Bezeichnung des Denkmals, wie sie vom Slowakischen Denkmalamt (Pamiatkový úrad Slovenskej republiky) verwendet wird. Die Originalbezeichnung ist unter dem Fragezeichen angegeben. Fehlt die Übersetzung, so wird die Originalbezeichnung direkt angezeigt. Weiters ist die Objekt-Identifikationsnummer (Objekt ID) angeführt. Sie ist die offizielle, in der Slowakei eindeutige Nummer č. ÚZPF inklusive der zugehörigen Zählnummer, wie sie in den Daten des Denkmalamtes angegeben wird. Da diese nur innerhalb eines Landkreises gezählt wird, ist dessen Nummer der Denkmalnummer vorangestellt. |
| Standort:                | Wenn in der Liste vorhanden, ist die Adresse angegeben. In Klammern kann sich noch eine zusätzliche Adresse befinden, wenn es beispielsweise ein Eckhaus ist. Bei freistehenden Objekten ohne Adresse (zum Beispiel bei Bildstöcken) ist eine Adresse angegeben, die in der Nähe des Objekts liegt. Durch Aufruf des Links Standort wird die Lage des Denkmals in verschiedenen Kartenprojekten angezeigt. Darunter sind die Katastralgemeinde (KG) und, wenn vorhanden, die Konskriptionsnummer (Konskr. Nr.) angegeben.                                                                                                   |
| Offizielle Beschreibung: | Es ist die Kurzbeschreibung auf Slowakisch, wie sie in den offiziellen Listen angegeben ist, eingetragen. |
| Beschreibung:            | Kurze Angaben zum Denkmal auf Deutsch. |
| Metadaten:               | Zusätzlich werden, wenn in den persönlichen Einstellungen das Helferlein Dauerhaftes Einblenden von Metadaten aktiviert ist, ebensolche angezeigt. |

- Karte mit allen Koordinaten:
- OSM |
- WikiMap